# Championnats d'Afrique de boxe amateur 2009
Navigation
Édition précédente Édition suivante
La 15e édition des championnats d'Afrique de boxe amateur s'est déroulée à Vacoas, Île Maurice, du 21 au 26 juillet 2009.

## Résultats

### Podiums
| Catégories                  | Or                   | Argent               | Bronze                               |
| Poids mi-mouches (-48 kg)   | Thomas Essomba       | Redouane Bouchtouk   | Lobogang Pilane Bathusi Mogajane     |
| Poids mouches (-51 kg)      | Manyo Plange         | Olivier Lavigilante  | Oteng Oteng Samir Brahimi            |
| Poids coqs (-54 kg)         | Abdelhalim Ouradi    | Bruno Julie          | Abdelfatah Nafil Emmanuel Quartey    |
| Poids plumes (-57 kg)       | Jean John Colin      | Mmoloki Nogeng       | Papish Baloyi Aboubaker Seddik Lbida |
| Poids légers (-60 kg)       | Badreddine Haddioui  | Achille Apie         | Ibrahima Wade Abdelkader Chadi       |
| Poids super-légers (-64 kg) | Nacerddine Filali    | Mohamed Elmechhabi   | Issa Samir Richarno Colin            |
| Poids welters (-69 kg)      | Adil Bella           | Frederick Lawson     | Rachid Tariket Siphiwe Lusizi        |
| Poids moyens (-75 kg)       | Ahmed Barki          | Blaise Dzong         | M'Backe Sarr Habibu Ahmed            |
| Poids mi-lourds (-81 kg)    | Abdelhafid Benchabla | Charles Ovono Obiang | Leandro Botti Bi Ahmed Saraku        |
| Poids lourds (-91 kg)       | Antoine Boya         | Patrick Mavoungou    | Ludovic David Mosana Monganyi        |
| Poids super-lourds (+91 kg) | David Assiene        | Chouaib Beloudinet   | Awusone Yekeni Michael Macaque       |

### Tableau des médailles
| Place | Pays              | Médaille d'or, Afrique | Médaille d'argent, Afrique | Médaille de bronze, Afrique | Total |
| ----- | ----------------- | ---------------------- | -------------------------- | --------------------------- | ----- |
| 1     | Maroc             | 3                      | 2                          | 2                           | 7     |
| 2     | Algérie           | 3                      | 1                          | 3                           | 7     |
| 3     | Cameroun          | 3                      | 1                          | 0                           | 4     |
| 4     | Maurice           | 1                      | 2                          | 3                           | 6     |
| 5     | Ghana             | 1                      | 1                          | 5                           | 7     |
| 6     | Gabon             | 0                      | 3                          | 0                           | 3     |
| 7     | Botswana          | 0                      | 1                          | 2                           | 3     |
| 8     | Afrique du Sud    | 0                      | 0                          | 4                           | 4     |
| 9     | Sénégal           | 0                      | 0                          | 2                           | 2     |
| 10    | Côte d'Ivoire     | 0                      | 0                          | 1                           | 1     |
| Total | 10 pays médaillés | 11                     | 11                         | 22                          | 44    |